# El Peñón (ort i Colombia, Santander, lat 6,55, long -72,83)
El Peñón är en ort i Colombia.   Den ligger i departementet Santander, i den centrala delen av landet, 260 km nordost om huvudstaden Bogotá. El Peñón ligger 981 meter över havet och antalet invånare är 831.
Terrängen runt El Peñón är huvudsakligen bergig, men åt sydväst är den kuperad. El Peñón ligger nere i en dal. Runt El Peñón är det ganska tätbefolkat, med 65 invånare per kvadratkilometer. Närmaste större samhälle är Málaga, 19,9 km nordost om El Peñón. I omgivningarna runt El Peñón växer huvudsakligen savannskog.